# Peoples Township (comté de Boone, Iowa)
Pour les articles homonymes, voir Peoples.
Peoples Township est un township, du comté de Boone en Iowa, aux États-Unis,.
Le township est fondé en 1871 et est nommé en l'honneur de David Peoples, un pionnier.

## Source de la traduction
- (en) Cet article est partiellement ou en totalité issu de l’article de Wikipédia en anglais intitulé « Peoples Township, Boone County, Iowa » (voir la liste des auteurs).